# KNVB-Pokal 1913/14
Der KNVB-Pokal 1913/14 war die 16. Auflage des niederländischen Fußball-Pokalwettbewerbs. Pokalsieger wurde Vorjahresfinalist Dordrechtsche FC. Das Team setzte sich im Finale gegen HFC Haarlem durch.

## Modus
Alle Begegnungen wurden in einem Spiel ausgetragen. Bei unentschiedenem Ausgang wurde zur Ermittlung des Siegers eine Verlängerung von zweimal 7½ Minuten gespielt. Stand danach kein Sieger fest, folgte eine weitere Verlängerung von zweimal 7½ Minuten. War danach immer noch keine Entscheidung gefallen, kam der Auswärtsverein in die nächste Runde.

## 1. Runde
| Datum      |                        | Ergebnis  |                           |
| ---------- | ---------------------- | --------- | ------------------------- |
| 31.08.1913 | WVV Wageningen         | 4:0       | VV Warnsveld              |
| 31.08.1913 | WVV Winschoten         | 00:5 1    | LAC Frisia Leeuwarden     |
| 31.08.1913 | LVV Leiden             | 1:3       | WFC Wormerveer            |
| 31.08.1913 | Vlaardingsche FC       | 05:0 1    | Heracles Almelo           |
| 31.08.1913 | TOP Gouda              | 4:0       | Voorwaarts Utrecht        |
| 31.08.1913 | KMD Zwolle             | 2:3       | VVA Amsterdam             |
| 31.08.1913 | Steeds Voorwaarts      | 05:0 1    | MSV Maastricht            |
| 31.08.1913 | Wilhelmina Vooruit     | 5:1       | AV De Sportman            |
| 31.08.1913 | MVVO Middelburg        | 05:0 1    | UC & VV Hercules          |
| 31.08.1913 | Achilles 1894          | 8:1       | HSV Haarlem               |
| 31.08.1913 | VVO Velp               | 0:3       | HVC Amersfoort            |
| 31.08.1913 | DVS Rotterdam          | 1:3       | EMM Middelburg            |
| 31.08.1913 | NEC Nijmegen           | 05:0 1    | Achilles Rotterdam        |
| 31.08.1913 | DOS Utrecht            | 3:2       | SV Kampong                |
| 31.08.1913 | AVV Alphen             | 1:6       | Rapiditas Weesp           |
| 31.08.1913 | DEC Amsterdam          | 05:0 1    | SV Zeist                  |
| 31.08.1913 | GVV Velocitas 1897     | 05:0 1    | Zeelandia Middelburg      |
| 31.08.1913 | HVV Hengelo            | 3:2       | Be Quick Zutphen          |
| 31.08.1913 | AFC Amsterdam          | 2:4       | DSV Concordia Delft       |
| 31.08.1913 | Ajax Leiden            | 2:3 n. V. | VUC Den Haag              |
| 31.08.1913 | VV Dordrecht           | 2:1       | EV & AV De Tubanters 1897 |
| 31.08.1913 | FC Hilversum           | 2:1       | Blauw Wit Amsterdam       |
| 31.08.1913 | RAP Amsterdam          | 00:5 1    | Fortuna Vlaardingen       |
| 31.08.1913 | SVV Schiedam           | 3:0       | Zeeland Vooruit           |
| 31.08.1913 | VV Valkenburg          | 0:3       | DVV Den Haag              |
| 31.08.1913 | AFC Quick 1890         | 05:0 1    | Be Quick 1887             |
| 31.08.1913 | VV De Spartaan         | 1:3       | HVV 't Gooi               |
| 07.09.1913 | Amstel Watergraafsmeer | 1:9       | Zwolsche AC               |

1 Wertung; WVV Winschoten, Heracles Almelo, MSV Maastricht, USV Hercules

## 2. Runde
| Datum      |                     | Ergebnis  |                       |
| ---------- | ------------------- | --------- | --------------------- |
| 07.09.1913 | Rapiditas Weesp     | 1:0       | WVV Wageningen        |
| 07.09.1913 | WFC Wormerveer      | 6:1       | LAC Frisia Leeuwarden |
| 07.09.1913 | DSV Concordia Delft | 1:2       | DEC Amsterdam         |
| 07.09.1913 | VVA Amsterdam       | 2:0       | Vlaardingsche FC      |
| 07.09.1913 | VUC Den Haag        | 3:3 n. V. | HVV Hengelo           |
| 07.09.1913 | Fortuna Vlaardingen | 0:2 n. V. | VV Dordrecht          |
| 07.09.1913 | DVV Den Haag        | 4:1       | TOP Gouda             |
| 07.09.1913 | HVC Amersfoort      | 3:1       | Steeds Voorwaarts     |
| 07.09.1913 | EMM Middelburg      | 5:1       | MVVO Middelburg       |
| 07.09.1913 | HVV 't Gooi         | 5:1       | Wilhelmina Vooruit    |
| 07.09.1913 | Achilles 1894       | 4:0       | FC Hilversum          |
| 07.09.1913 | DOS Utrecht         | 3:3 n. V. | SVV Schiedam          |
| 07.09.1913 | AFC Quick 1890      | 3:0       | NEC Nijmegen          |
| 14.09.1913 | Zwolsche AC         | 12:00     | GVV Velocitas 1897    |

## Zwischenrunde
Ausscheidungsspiel zwischen zwei Mannschaften der ersten Liga 1913/14.
| Datum      |                | Ergebnis |                 |
| ---------- | -------------- | -------- | --------------- |
| 31.08.1913 | MVV Maastricht | 0:3      | Koninklijke HFC |

## 3. Runde
Teilnehmer: Die 14 Sieger der 2. Runde, der Sieger der Zwischenrunde und 17 weitere Teams aus der Meisterschaft 1913/14
| Datum      |                   | Ergebnis  |                            |
| ---------- | ----------------- | --------- | -------------------------- |
| 14.09.1913 | WFC Wormerveer    | 0:4       | Koninklijke HFC            |
| 14.09.1913 | Rapiditas Weesp   | 2:1       | BVV Wilhelmina             |
| 14.09.1913 | DEC Amsterdam     | 0:1       | Go Ahead Deventer          |
| 14.09.1913 | VVA Amsterdam     | 2:0       | GVC Wageningen             |
| 14.09.1913 | HVV Tubantia      | 8:4       | Vitesse Arnheim            |
| 14.09.1913 | Willem II Tilburg | 2:6       | ’t Zesde Breda             |
| 14.09.1913 | Dordrechtsche FC  | 2:1       | SVV Schiedam               |
| 14.09.1913 | HFC Haarlem       | 11:00     | VVV-Venlo                  |
| 14.09.1913 | Quick Den Haag    | 1:2       | Achilles 1894              |
| 14.09.1913 | DVV Den Haag      | 1:2       | Ajax Amsterdam             |
| 14.09.1913 | Quick 1888        | 0:1       | AV & CV Robur et Velocitas |
| 14.09.1913 | HVC Amersfoort    | 4:2       | HVV Hengelo                |
| 14.09.1913 | EMM Middelburg    | 3:5       | HVV 't Gooi                |
| 14.09.1913 | HBS Craeyenhout   | 1:4       | VOC Rotterdam              |
| 14.09.1913 | AFC Quick 1890    | 1:1 n. V. | VV Dordrecht               |
| 14.09.1913 | Zwolsche AC       | 0:6       | UVV Utrecht                |

## 4. Runde
| Datum      |                            | Ergebnis |                   |
| ---------- | -------------------------- | -------- | ----------------- |
| 21.09.1913 | VVA Amsterdam              | 5:0      | Ajax Amsterdam    |
| 21.09.1913 | Dordrechtsche FC           | 4:2      | HVV 't Gooi       |
| 21.09.1913 | HFC Haarlem                | 3:0      | VOC Rotterdam     |
| 21.09.1913 | AV & CV Robur et Velocitas | 5:1      | HVC Amersfoort    |
| 21.09.1913 | ’t Zesde Breda             | 1:5      | VV Dordrecht      |
| 21.09.1913 | HVV Tubantia               | 4:1      | Rapiditas Weesp   |
| 05.10.1913 | Achilles 1894              | 2:5      | Go Ahead Deventer |
| 26.10.1913 | Koninklijke HFC            | 5:1      | UVV Utrecht       |

## Viertelfinale
| Datum      |                            | Ergebnis  |                  |
| ---------- | -------------------------- | --------- | ---------------- |
| 09.11.1913 | HFC Haarlem                | 3:2       | HVV Tubantia     |
| 28.12.1913 | Go Ahead Deventer          | 0:1       | VV Dordrecht     |
| 08.02.1914 | AV & CV Robur et Velocitas | 3:2 n. V. | VVA Amsterdam    |
| 12.04.1914 | Koninklijke HFC            | 1:3       | Dordrechtsche FC |

## Halbfinale
| Datum      |                  | Ergebnis |                            |
| ---------- | ---------------- | -------- | -------------------------- |
| 08.03.1914 | VV Dordrecht     | 0:1      | HFC Haarlem                |
| 21.05.1914 | Dordrechtsche FC | 5:1      | AV & CV Robur et Velocitas |

## Finale
| Dordrechtsche FC                               | Dordrechtsche FC | HFC Haarlem | HFC Haarlem |
| ---------------------------------------------- | --- | --- | ----------- |
| Dordrechtsche FC                               | \| 31. Mai 1914 in Amsterdam (Het Houten Stadion) \| \| Ergebnis: 3:2 (1:1) \| \| Zuschauer: 7.000 \| \| Schiedsrichter: Engelbert George van Bisselick \| \| Spielbericht \| | \| 31. Mai 1914 in Amsterdam (Het Houten Stadion) \| \| Ergebnis: 3:2 (1:1) \| \| Zuschauer: 7.000 \| \| Schiedsrichter: Engelbert George van Bisselick \| \| Spielbericht \| | HFC Haarlem |
| Dordrechtsche FC                               | Barend van Hemert – De Waal, Verhoeff – Ferry Triebel, Dirk Lotsij , Arie Bijvoet – Chris Sunderman, Swart, Jaap Bouman, De Wijs, J. Bouvy                                    | Wim van Eeck – Jan Oostenbroek, Jur Haak – Cees Schravendijk, Martien Houtkooper, Jan Bakker – Gerrit Bouwmeester, Bert Healey sr., Arnold Maas, Charles Wilhelm, Rik Serné   | HFC Haarlem |
| Dordrechtsche FC                               | 1:0 Chris Sunderman 2:1 De Wijs 3:1 Jaap Bouman | 1:1 Martien Houtkooper 3:2 Cees Schravendijk | HFC Haarlem |
| Dordrechtsche FC                               | Van Hemert hält Elfmeter (87.) | | HFC Haarlem |
| 31. Mai 1914 in Amsterdam (Het Houten Stadion) | | |             |
| Ergebnis: 3:2 (1:1)                            | | |             |
| Zuschauer: 7.000                               | | |             |
| Schiedsrichter: Engelbert George van Bisselick | | |             |
| Spielbericht                                   | | |             |